# Euplexia triplaga
Euplexia triplaga är en fjärilsart som beskrevs av Walker 1857. Euplexia triplaga ingår i släktet Euplexia och familjen nattflyn. Inga underarter finns listade i Catalogue of Life.